# Martin van Steen
Martin van Steen (Oosterhout, 8 de setembre de 1969) va ser un ciclista neerlandès, que fou professional entre 1993 i 2003.

## Palmarès
- 1990
  - 1r al Gran Premi de Waregem
- 1991
  - Vencedor d'una etapa al Circuit Franco-Belga
  - Vencedor de 2 etapes al Teleflex Tour
- 1992
  - 1r al Teleflex Tour i vencedor d'una etapa
  - 1r al Hel van het Mergelland
  - Vencedor d'una etapa a la Volta a Lieja
  - Vencedor d'una etapa al Tour d'Hainaut
- 1993
  - 1r al Tour d'Overijssel
  - Vencedor d'una etapa a la Milk Race
- 2001
  - 1r al Circuit del País de Waes
- 2002
  - 1r a la Dorpenomloop Rucphen
  - Vencedor d'una etapa a la Volta a Lieja

### Resultats al Giro d'Itàlia
- 1996. Abandona
- 2000. Abandona